# Black Rain
Black Rain är Ozzy Osbournes nionde studioalbum, utgivet 22 maj 2007. Bland andra medverkar gitarristen Zakk Wylde och trummisen Mike Bordin.
Singeln "I Don't Wanna Stop" släpptes på Ozzy.com den 13 april.
Efter sex veckor hade albumet sålt över 580 000 exemplar.

## Låtlista
1. Not Going Away - 4:32
2. I Don't Wanna Stop - 3:59
3. Black Rain - 4:42
4. Lay Your World on Me - 4:16
5. The Almighty Dollar - 6:57
6. 11 Silver - 3:42
7. Civilize the Universe - 4:43
8. Here For You - 4:37
9. Countdown's Begun - 4:53
10. Trap Door - 4:03
11. I Can't Save You (Japanskt bonusspår) - 3:32
12. Nightmare (Japanskt och Itunes-bonusspår) - 4:40
13. Love to Hate (Itunes förbeställningar endast)

## Medverkan
1. Ozzy Osbourne - Sång och munspel
2. Zakk Wylde - Gitarr, synthesizer, keyboard och sång
3. Rob "Blasko" Nicholson - Bas
4. Mike Bordin - Trummor